# 北川温泉 (高知県)
北川温泉（きたがわおんせん）は、高知県安芸郡北川村にある温泉。

## 泉質
- ナトリウム－塩化物・炭酸水素塩冷鉱泉（低張性弱アルカリ性鉱泉）

## 温泉街
奈半利川沿いに一軒宿の北川村温泉ゆずの宿が存在。CLT工法で建設された国内初の温泉施設で、村産材をふんだんに活用。1階にロビー、レストラン、大浴場、2階に宿泊室14室、収容人員46人。延面積1,476m2、 2階建て。

## 歴史
- 1975年（昭和50年） - 森林センターきたがわ新築落成[1]
- 2017年（平成29年）5月11日 - 北川村温泉の安全祈願祭[2]
- 2018年（平成30年）6月16日 - 落成式を開催
- 2018年（平成30年）6月26日 - 「北川村温泉ゆずの宿」グランドオープン[3]

## アクセス
- 国道493号線
- 北川村 村営バス
  - 土佐くろしお鉄道奈半利駅より約40分、小島で下車